# روبرت ویلهلم اکمان
روبرت ویلهلم اکمان (انگلیسی: Robert Wilhelm Ekman; ۱۳ اوت ۱۸۰۸ – ۱۹ فوریهٔ ۱۸۷۳) نقاش اهل فنلاند بود.